# Сильпо
Сильпо (укр. Сільпо) — основанная в 1998 году крупная украинская сеть супермаркетов. Является частью торгово-промышленной группы Fozzy Group.
Название образовано от «Сельпо» (в советские времена — общепринятое именование магазина в сельской местности) — сокр. от «сельское потребительское общество»
Средняя площадь магазина составляет 1500 м2. Ассортимент ориентирован в основном на продукты питания, хотя в крупных магазинах имеется также много вспомогательных товаров — бытовая химия, игрушки, а также мелкая бытовая техника.

## История

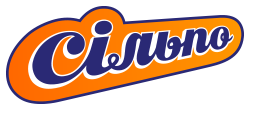
Старый логотип компании

В марте 1998 открылся первый магазин в Киеве. Всего в 1998 году их открылось пять, первоначально торговые точки открывались на месте старых советских продуктовых универсамов, которые имели хорошее расположение.
Сеть Сильпо довольно быстро развивалась — к концу 2002 года в ее составе было уже 23 супермаркета, в 2005 году — 81 супермаркет. Фактически, именно в это время компания уже стала одним из лидеров рынка.
Динамическое развитие продолжилось до 2008 года, когда наступил глобальный финансовый кризис, который существенно снизил покупательную способность украинского населения, а также привел к значительным проблемам у многих компаний из разных сфер бизнеса, включая продовольственный ритейл.
Fozzy Group в целом и сеть Сильпо в частности, нельзя отнести к компаниям, пострадавшим от кризиса больше всего (в первую очередь благодаря не слишком высокой долговой нагрузке), поэтому в кризисные годы сеть лишь замедлила свое развитие. Другие же конкуренты – такие как Метро, Фуршет, Велика Кишеня, почти совсем остановили открытие новых магазинов. Некоторые из них вообще обанкротились.
Таким образом, в период с 2010 по 2013 годы лидеры рынка Fozzy Group и АТБ-Маркет значительно увеличили свой отрыв от других компаний. В 2013 году выручка АТБ составила 28 млрд грн, Fozzy – 25 млрд грн, а у ближайшего конкурента – Метро – всего 9 млрд грн.
Около 75% выручки Fozzy Group генерировала именно сеть Сильпо, в которой в конце 2013 сеть «Сильпо» уже имела около 240 супермаркетов.
Супермаркеты «Сильпо» — это магазины самообслуживания, ассортимент которых насчитывает до 35 тыс. наименований продуктов питания и сопутствующих товаров. На территории Украины «Сильпо» является одной из наиболее крупных торговых сетей, насчитывающей в 2024 году 304 супермаркетов различной площади, ценового сегмента и концепции, покрывающей все области Украины, включая все областные центры, в том числе в киевской агломерации ≈90 супермаркетов.

### Ребрендинг супермаркетов

Новый магазин в Софиевской Борщаговке

Не желая входить в прямую ценовую конкуренцию с АТБ, Сильпо позиционировала себя как сеть в ценовом сегменте средний+. Оперируя, прежде всего, в Киевском регионе, где покупательная способность населения выше, чем в среднем по Украине, имея достаточно неплохие локации для большинства своих супермаркетов, Сильпо всегда имела хорошие показатели по выручке с единицы торговой площади даже не будучи сетью с дешевыми ценами.
Конкуренцию в целевом сегменте Сильпо составляла в первую очередь сеть Novus, также активно развивавшаяся в Киеве и области.
Но Сильпо пошли дальше – была создана концепция уникальных дизайнерских магазинов. По этой концепции, каждый магазин должен был нести свою собственную историю, иметь собственный стиль и дизайн. Компания пыталась создать для своих потребителей уникальный опыт и впечатление, чем выделить себя среди других сетей.
В период с 2016 по 2023 год были открыты супермаркеты в стиле Stalker, Приключения Тома Сойера, Петриковская Роспись и во многих других стилях. Только в 2021 году было открыто 35 дизайнерских супермаркетов, а всего за последние несколько лет – более 100. Сильпо активно внедряет технологии энергосбережения и сортировки вторичного сырья (это одно из направлений сотрудничества с ЕБРР).
Определившись с рыночным сегментом, сеть «Сильпо» возобновила своё расширение. К концу 2019 года она состояла из 258 супермаркетов, в 2020 году — 276, а в 2021 году — уже 333. В 2021 году «Сильпо» поглотила остатки сети «Фуршет», которая пятнадцать лет назад была главным конкурентом «Сильпо» на рынке продовольственного ритейла, но в последние годы фактически находилась на грани банкротства.

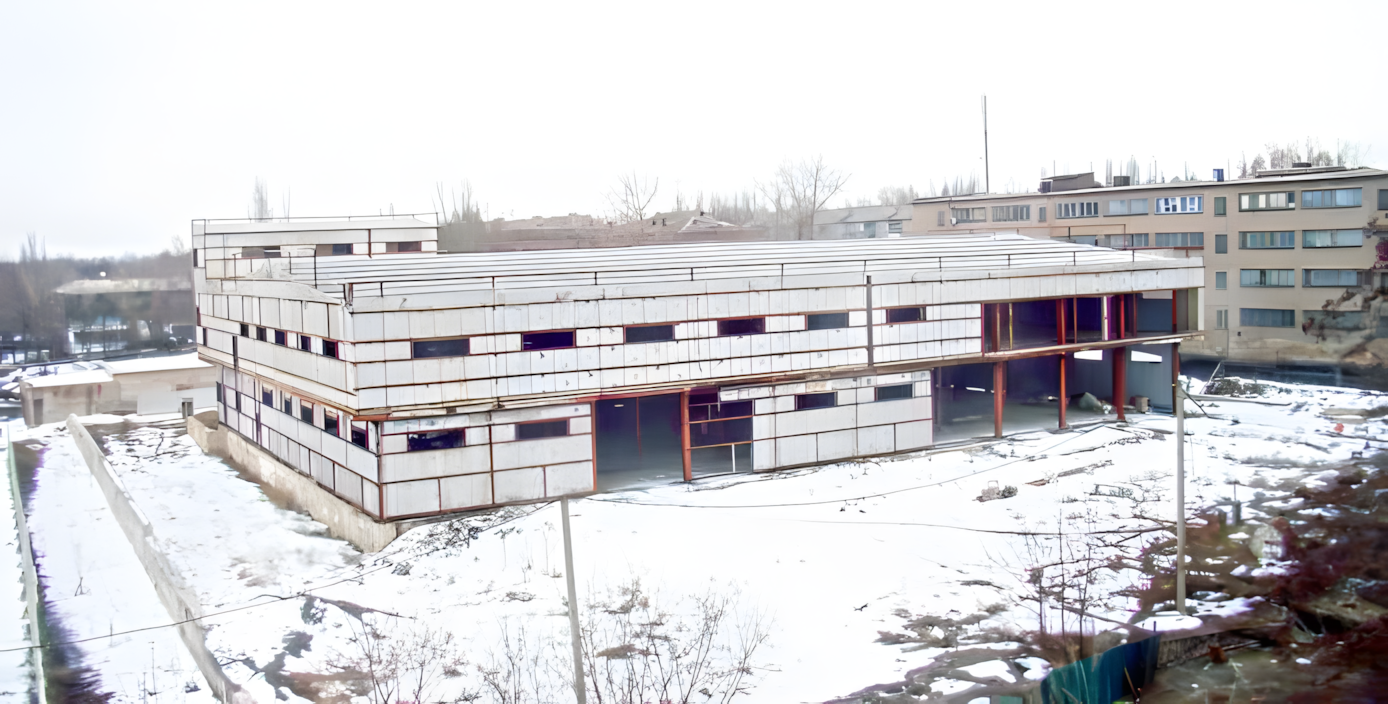
Недостроенный супермаркет в Константиновке, строительство заморожено в 2008 году. В 2021 году Сильпо планировала достроить и открыть свой супермаркет.

В том же 2021 году «Сильпо» планировала продолжить строительство недостроенного супермаркета «Фуршет» в Константиновке, который начали возводить в феврале 2008 года. Площадь здания составляет 6000 квадратных метров. Однако из-за начала российского вторжения все планы были заморожены.

### Вторжение России на Украину
Вторжение России на Украину, начавшееся 24 февраля 2022 года, оказало существенное негативное влияние на деятельность сети.
В феврале и марте компания приостановила работу 38 магазинов в Киевской, Харьковской, Черниговской и Сумской областях, но к концу августа работа этих магазинов была возобновлена. Также в зоне боевых действий и на оккупированных территориях был потерян 31 супермаркет, часть из которых испытала частичные или полные разрушения. В результате боевых действий был уничтожен один из распределительных центров компании в Киевской области.
Так же в 2022 году из за боевых действий компания потеряла 2 супермаркета в Северодонецке.
Компания активно проводила переговоры с арендодателями по уменьшению размера арендной платы за торговые площади, также частично произошло уменьшение затрат на оплату труда персонала.
Была проведена реструктуризация выплат по кредитному портфелю компании.
В результате, Сильпо удалось не только стабилизировать свою операционную деятельность, но и даже продолжить процесс открытия новых супермаркетов. Так в апреле был открыт магазин в Ужгороде, а в июня-октябре были открыты новые дизайнерские магазины в Ужгороде, Киеве и Ровно, и на середину октября в сети снова функционируют 300 супермаркетов по всей Украине кроме Луганской области.

## Le Silpo
Le Silpo — сеть деликатес-маркетов со стильным дизайном, особым ассортиментом и высокими стандартами персонального сервиса. На полках преобладают лучшие товары премиального качества, собранные с разных континентов и изделия собственных мастеров кулинарного дела. Вдохновившись гастрономическими форматами разных стран, команда создала многофункциональную концепцию: помимо покупки еды, гости могут посетить авторское заведение Le Grill из меню от бренд-шефа Марко Черветти, выпить кофе или вина, а также попросить приготовить выбранный в мясном отделе стейк или морепродукты из аквариума или любимое блюдо из свежих продуктов деликатес-маркета.
В 2013 году открыто 3 магазина Le Silpo: в Киеве, Днепре и Харькове. 4-й Le Silpo открыт в Одессе в 2017 году: в деликатес-маркете есть камеры для сухого созревания различных видов мяса, собственные сыроварни и пекарня с дровяной печью, дегустационные зоны, кафетерий и Bar de la Marine, где можно отведать блюда из свежей рыбы и устриц без термической обработки, ресторан Le Grill на 80 гостей.
Средняя торговая площадь деликатес-маркета – 1794 кв. м. Как и у «Сильпо», в Le Silpo постоянные гости могут пользоваться преимуществами программы «Собственный Счет» (укр. «Власний Рахунок»).
В 2018 году Le Silpo в Одессе попал в список лучших инновационных дизайнов европейских магазинов Europe's Finest Store по версии European Supermarket Magazine (ESM).

## Интересные факты
Сеть одной из первых начала продавать товары под собственной торговой маркой, эти товары приносят сети 10 % прибыли.
«Сильпо» – один из немногих в мире крупных сетевых продуктовых ритейлеров, создающий индивидуальный тематический дизайн для каждого магазина. В 2017, 2018, 2019, 2020, 2021 супермаркетах вошли в список самых инновационных магазинов Европы Europe's Finest Store издания European Supermarket Magazine (ESM).
В июле-августе 2016 года ОО «Фундация.101» провела мониторинг качества пищевых продуктов в супермаркетах Украины. Мониторинг осуществлялся волонтерами, пожелавшими принять участие в проекте. Всего для участия зарегистрировалось 157 человек, 123 из которых активно участвовали в инспектировании магазинов. За период исследования было совершено 447 мониторинговых визитов и направлено такое же количество онлайн-отчетов. В ходе проверок было зафиксировано 153 случая продажи испорченных мясных изделий, которые продаются в охлажденном виде, что составляет 34%, а также 134 случая продажи просроченных товаров, что составляет 30%. В опубликованном антирейтинге сеть «Сильпо» заняла первое место: в 91% случаев фиксировались факты продажи испорченных мясных изделий и в 54% случаев — факты продажи товаров, срок годности которых истек. На втором месте «Фора»: факты продажи испорченных мясных изделий фиксировались в 51% случаев, а просроченных товаров было 48%. Третье место заняла сеть «АТБ»: испорченные мясные продукты были в 37 % случаев, а просроченных товаров было зафиксировано 34 %.

## Галерея

### Магазины «старого» формата

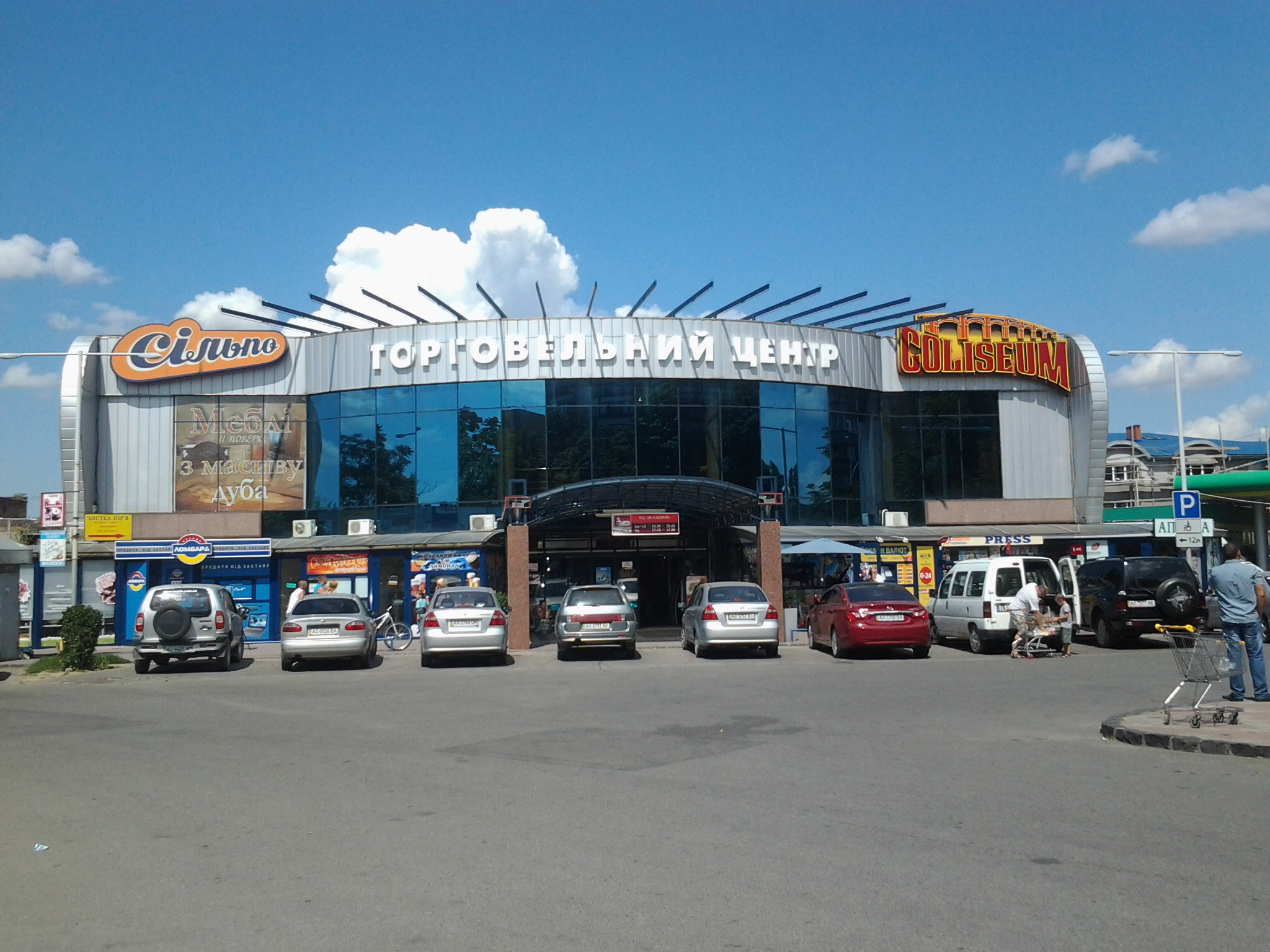
Ужгород, улица Минайская
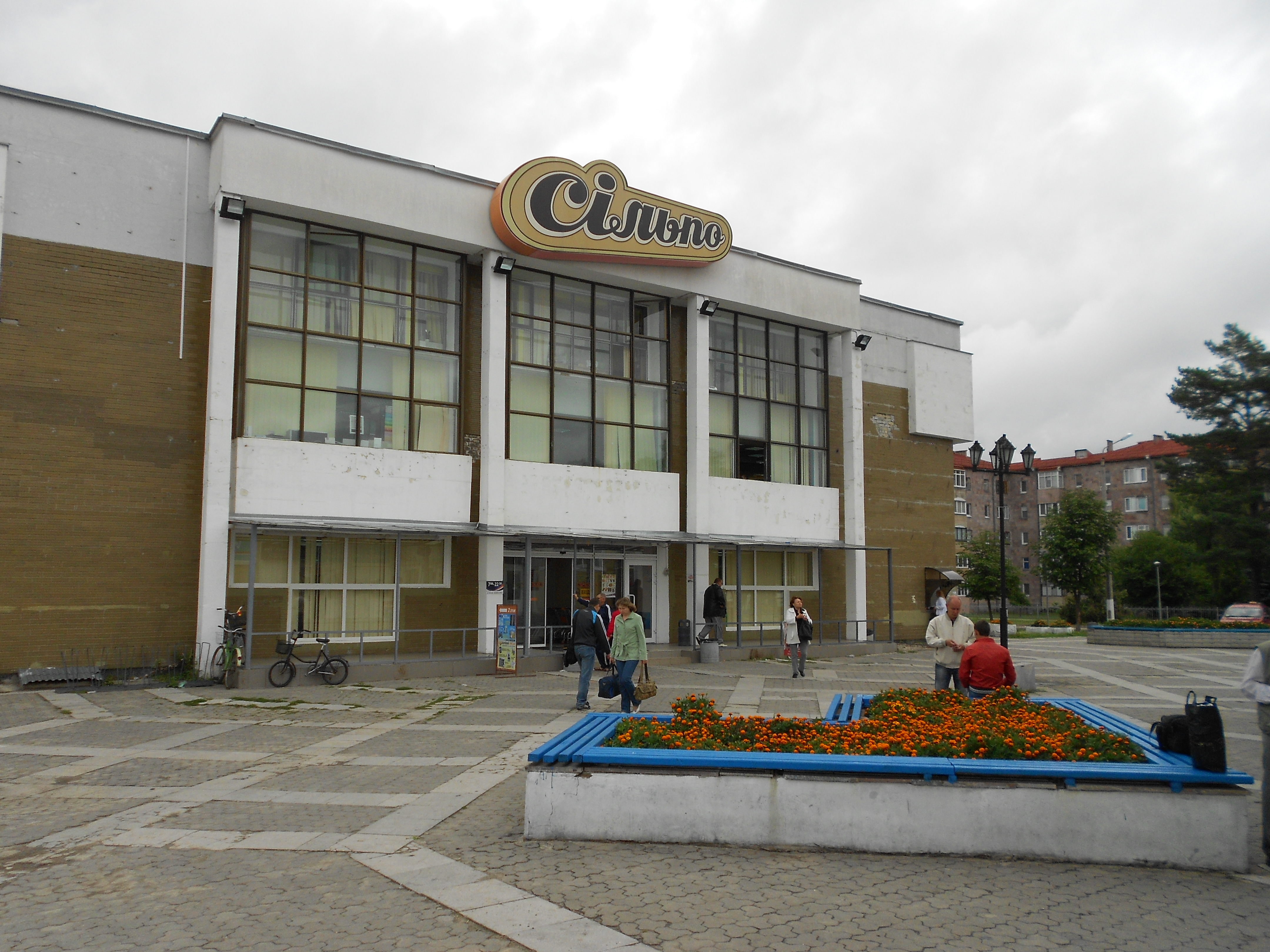
Славутич, Привокзальная площадь
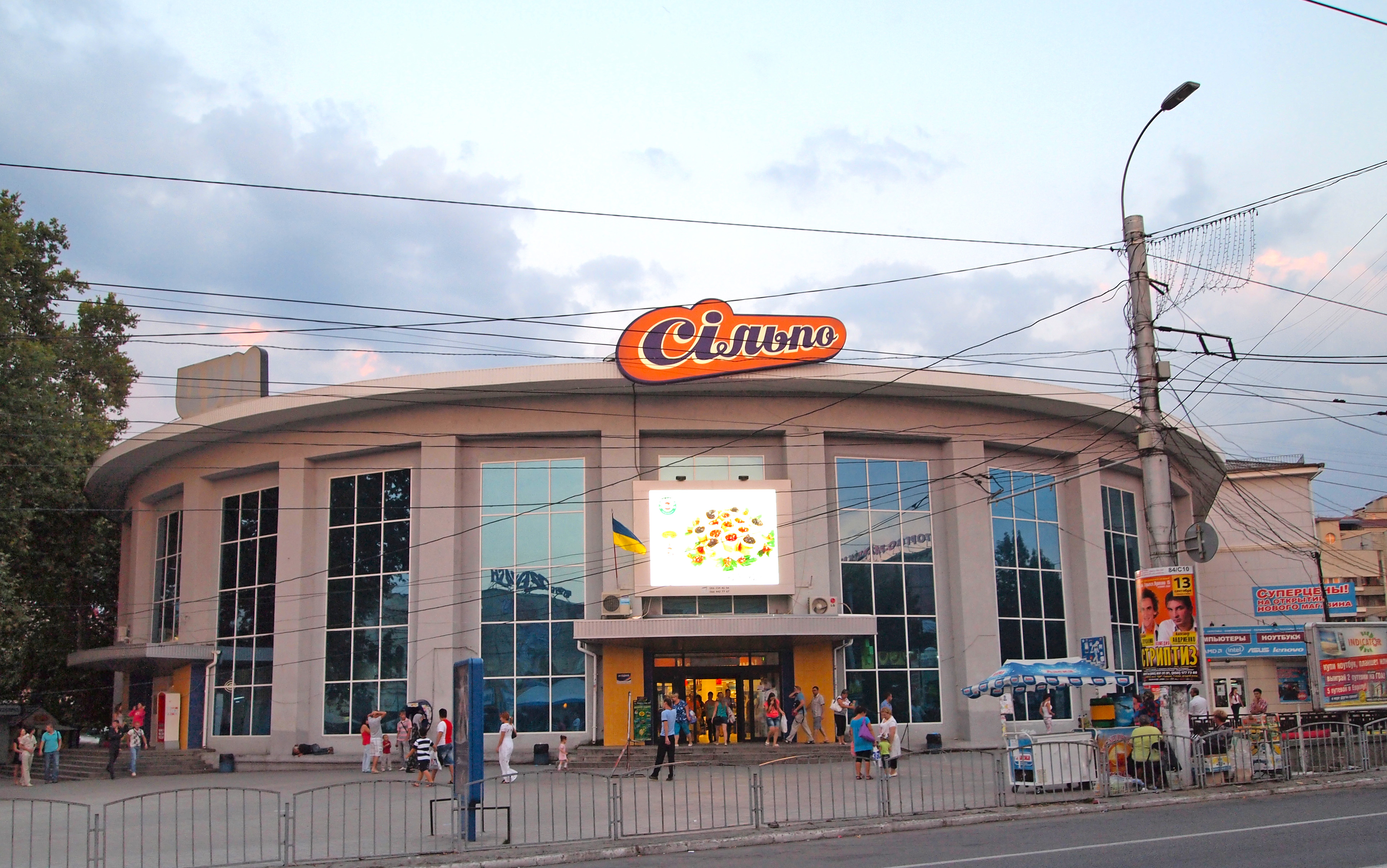
Симферополь, проспект Кирова

### Магазины «нового» формата

Магазин в стиле «Бразилия», Киев, «ТРЦ Республика Парк»
Магазин в стиле театра «Кабуки», Умань
Киев, «ТРЦ River Mall»
Магазин по мотивам сказки «Маленький Принц», Счастливое
Магазин в стиле «Америка 50-х», Одесса
Магазин в стиле «Re Cycling», Софиевская Борщаговка